# Altar des Satans
Altar des Satans (Devil’s Prey) ist ein US-amerikanischer Horrorfilm von Bradford May aus dem Jahr 2001.

## Handlung
In der ersten Szene ist zu sehen, wie eine Frau im Rahmen eines satanistischen Rituals getötet wird.
Die Freunde Eric, Susan, Samantha, David und Joe machen sich am Freitagabend auf den Weg zu einer Rave-Party. Dort angekommen feiern sie zunächst und nehmen Drogen ein. Da einer von ihnen auch mit Drogen dealt, kommt es zu einer Auseinandersetzung mit dem Gastgeber und sie werden des Geländes verwiesen. Als sie mit dem Auto unterwegs sind, fahren sie Fawn an, die die Straße überquert. Sie nehmen sie in ihrem Wagen mit, um sie zum Krankenhaus zu fahren, werden bald darauf jedoch von einem Van verfolgt. Bei ihren Verfolgern handelt es sich um die „Shadows“, Mitglieder einer Hexer-Sekte, die auch auf der Party anwesend waren. Die Shadows drängen sie von der Straße ab, verschwinden daraufhin jedoch. Die Freunde verlassen schließlich ihr Auto und werden bald darauf wieder von den Shadows gejagt, denen es gelingt, Joe zu fangen. Während der Verfolgungsjagd gelingt es den Freunden, einige ihrer Häscher auszuschalten und schließlich verlassen sie den Wald und treffen in einem kleinen Ort auf den Pfarrer, dem sie von ihren Erlebnissen erzählen. Diesem ist die Sekte bekannt und er bringt die Gruppe zum Sheriff, der sich gerade in einem Imbiss befindet. Dieser ist der Geschichte gegenüber skeptisch, macht sich jedoch zusammen mit Susan, David und Fawn auf Spurensuche, während Eric und Samantha im Imbiss bleiben. Während Joe bereits von den Shadows getötet wurde, schaltet die Bedienung des Imbiss Samantha aus und bringt sie zu den Shadows. In der Zwischenzeit trifft der Sheriff auf den Van, der die Freunde verfolgt hatte. Aus diesem steigt der Pfarrer aus und erschießt den Sheriff. Die Shadows schnappen sich daraufhin David, während Susan entkommen kann. Es zeigt sich, dass Fawn ebenfalls zu den Shadows gehört und die Freundin des Pfarrers ist. Susan und Eric treffen sich unterdessen wieder und wollen einen Kfz-Mechaniker dazu überreden, sie zurück nach L. A. zu bringen. Dieser versucht jedoch, Susan auszuschalten. Es gelingt Susan und Eric jedoch, den Mechaniker zu töten. Anschließend fahren sie heimlich auf der Ladefläche des Wagens der Wirtin mit, um Samantha und David zu befreien. Dort wird Eric jedoch mit einem Beil ausgeschaltet und Susan gefangen genommen. Samantha wird unterdessen von Fawn getötet, da sie als zu unrein für das Ritual angesehen wird. Susan wiederum wird angeboten, sich den Shadows anzuschließen, was diese ablehnt. Im folgenden Ritual wollen die Shadows das ewige Leben erlangen, wofür sie Luzifer anbeten. Dem schwer verletzten Eric gelingt es in letzter Sekunde, mit einem Wagen in die Scheune zu fahren, in der das Ritual stattfindet. Daraufhin gelingt es Susan und David, sich zu befreien. Unmittelbar darauf führt Eric mit seinem Feuerzeug und dem auslaufenden Kraftstoff des Wagens ein Feuer herbei, aus dem sich jedoch der Pfarrer retten kann. Es folgt ein Kampf zwischen dem Pfarrer und David. Schließlich überfährt Susan den Pfarrer, wodurch dieser auf einem Metallstab aufgespießt wird.
Sechs Monate später erhalten Susan und David erneut eine Einladung für eine Rave-Party. Susan glaubt zunächst, Fawn gesehen zu haben, hält dies jedoch für einen Irrtum. In der nächsten Szene erscheint dann aber der Pfarrer in ihrer Wohnung.

## Veröffentlichung
Die ungekürzte DVD-Veröffentlichung, die bei Columbia TriStar erschien, ist in Deutschland seit 2008 indiziert.

## Rezeption
Bei Kinofilmwelt.de wurde der Film als „leidlich spannend, aber schematisch, berechenbar und blutig geraten“ bewertet, die Inszenierung sei „eher hölzern und ungeschickt, die jungen Darsteller [...] akzeptabel.“